# Felix Friedrich von Lipowsky

Felix Friedrich von Lipowsky, 1868

Brief mit Unterschrift, 1869

Felix Friedrich Ritter von Lipowsky (* 3. Juni 1824 in Oettingen in Bayern; † 26. Januar 1900 in München) war ein deutscher Verwaltungsjurist im Königreich Bayern.
Felix Lipowsky starb 1900 im Alter von 75 Jahren in München.

## Leben
Lipowsky studierte Rechtswissenschaft nach dem Gymnasialabschluss 1842 am (heutigen) Wilhelmsgymnasium München  an der Ludwig-Maximilians-Universität München. 1843 wurde er im Corps Bavaria München aktiv. 1849 bestand er den Staatskonkurs. Er kam als Landgerichtsassessor nach Moosburg an der Isar (1854) und als Ministerialsekretär an das  Königlich Bayerische Innenministerium (1858). Seit 1862 Oberkommissär und Vertreter des Münchner Polizeidirektors, wurde er 1866 Regierungsrat und Vorstand der  Polizeidirektion München. 1867 wurde er Ministerialrat im Innenministerium und (bis 1869) Sekretär des Königs Ludwig II. Nach der  Deutschen Reichsgründung war er von 1871 bis 1895 Regierungspräsident in Niederbayern.
Die Stadt Landshut verlieh ihm 1880 die Ehrenbürgerschaft. Er war dort auch Mitgründer und der erste Vorsitzende des ersten Kreisfischereivereins in Bayern.

## Familie
Felix Lipowsky heiratete 1854 Ernestine, Tochter des Münchner Landrichters Eder. Aus der Ehe gingen Kinder hervor. Er legte Wert auf sein Familienleben und ging mit seiner Frau und den vier Kindern jedes Jahr für 6 Wochen in Urlaub.

## Grabstätte

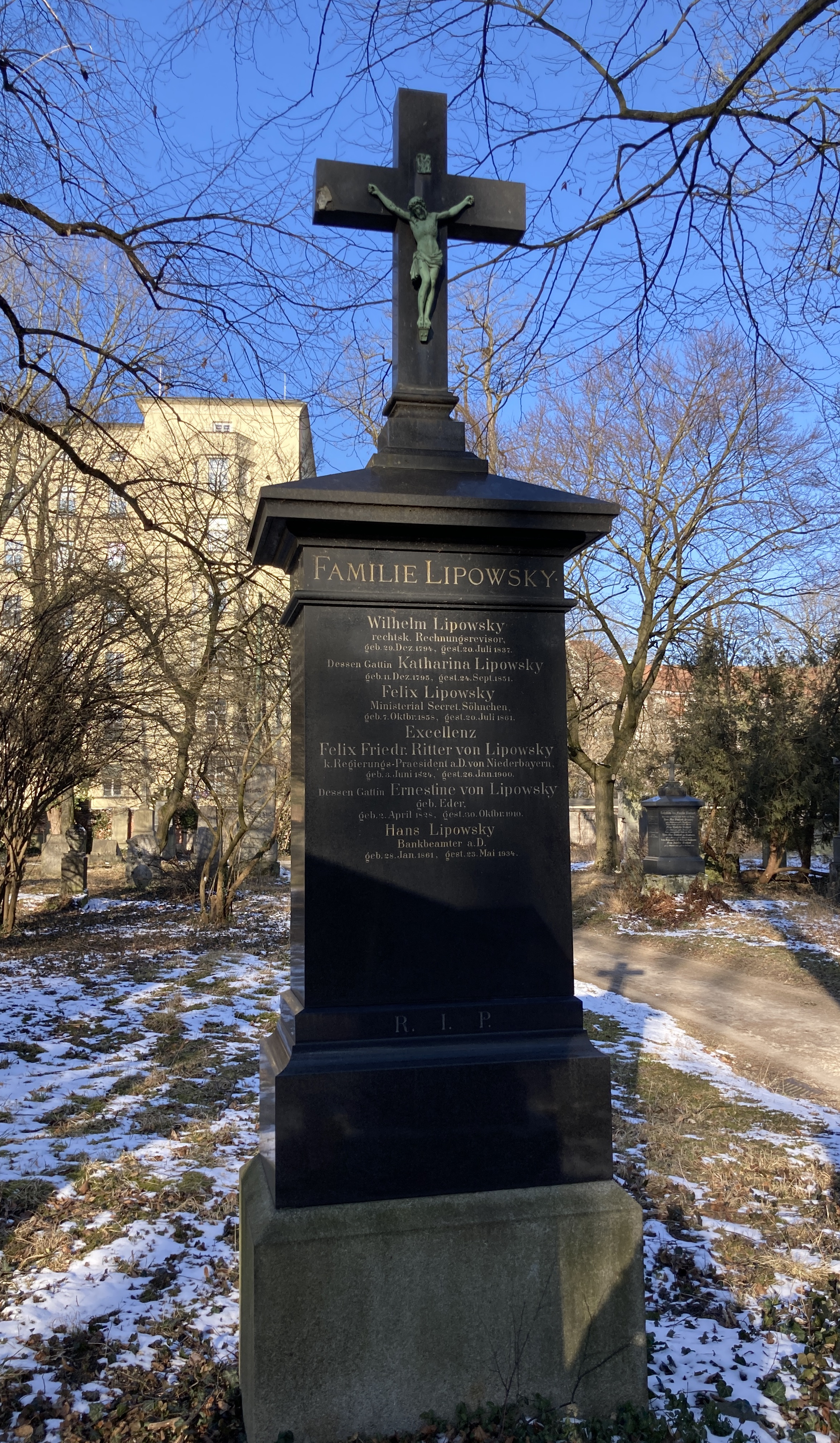
Grab von Felix Lipowsky auf dem Alten Südlichen Friedhof in München

Das Familiengrab von Felix Lipowsky befindet sich auf dem Alten Südlichen Friedhof in München (Gräberfeld 9 – Reihe 2 – Platz 3/4) Standort.
In dem Grab sind auch Felix Friedrichs Eltern Wilhelm und Katharina bestattet sind. Auf dem Friedhof liegt im Gräberfeld 12 – Reihe 13 – Platz 27 auch sein Großvater Felix Joseph von Lipowsky.

## Werke
- Darstellung des socialen und wirthschaftlichen Volkslebens des Königlich Bayerischen Landgerichtsbezirkes Moosburg. Cotta, München 1862. Neudruck Kessinger 2010. ISBN 978-1160354332.